# Viborgkredsen
Viborgkredsen var en opstillingskreds i Viborg Amtskreds fra 1920 til 2006. Kredsen var en valgkreds fra 1848 til 1919. Nu hører det meste af området til Vestjyllands Storkreds. En lille del hører dog til Nordjyllands Storkreds. 
Fra 1849 til 1970 bestod kredsen af to geografiske områder, der ikke grænsede op til hinanden. Det var Fjends Herred og Viborg købstad. Ved valget i 1848 hørte det meste af Hindborg Herred også med til Viborgkredsen. 
I 1970 blev det meste af Fjends Herred afgivet til Skivekredsen. Til gengæld blev det meste af Løvelkredsen tilført Viborgkredsen. 
I 2007 blev næsten hele Aalestrup Kommune overført til Nordjyllands Storkreds. Det meste kom til Himmerlandkredsen; dog kom Hvilsom Skoledistrikt til Mariagerfjordkredsen. 
I 2007 blev Ny Viborg Kommune delt mellem Viborg Vestkredsen og Viborg Østkredsen. De nye kredse omfatter tidligere kommuner fra Viborg-, Skive- og Kjellerupkredsene. Den nye Viborg Øst Kreds svarer delvist til den tidligere Løvel Kreds, men Viborg Vestkredsen til dels omfatter de områder, der hørte til Viborgkredsen fra 1849 til 1970. 

## Valget i 2005
Den 8. februar 2005 var der 50.363 stemmeberettigede vælgere i kredsen.
Kredsen rummer flg. kommuner og valgsteder::
1. Aalestrup Kommune
  1. Aalestrup
  2. Fjelsø
  3. Gedsted
  4. Hvam
  5. Hvilsom
  6. Simested
2. Møldrup Kommune
  1. Hersom-Bjerregrav
  2. Klejtrup
  3. Låstrup-Lynderup
  4. Møldrup
  5. Skals
  6. Ulbjerg
3. Tjele Kommune
  1. Hammershøj
  2. Kvorning
  3. Lindum-Bigum
  4. Løvel-Pederstrup
  5. Rødding
  6. Tjele-Nr.Vinge
  7. Vammen
  8. Vejrum-Viskum
  9. Vorning
  10. Ørum
4. Viborg Kommune
  1. Hald Ege
  2. Løgstrup
  3. Overlund
  4. Tinghallen

## Folketingsmedlemmer 1849 - 1918
- 1849-1872: overretsass. Laurids Nørgaard Bregendahl (Nationalliberal).
- 1872-1876: oberst Stephan Ankjær (Højre).
- 1876:kapt. Enrico Dalgas (Højre).
- 1876-1898: højesteretsass. C.S. Klein (Nationalliberal).
- 1898-1903: gdr. Chr. H. Ravn 1898–1903 (V).
- 1903-1909: herredsfoged Poul Sveistrup  (Venstrereformpartiet).
- 1909-1910: godsejer Helmuth Lüttichau 1909–10 (Højre).
- 1910-1918: gdr. Ferd. Nielsen 1910–18 (Radikale Venstre).